# Anoectangium hobsonii
Anoectangium hobsonii är en bladmossart som beskrevs av Mitten 1887. Anoectangium hobsonii ingår i släktet Anoectangium och familjen Pottiaceae. Inga underarter finns listade i Catalogue of Life.